# Rivière Enjalran
Rivière Enjalran är ett vattendrag i Kanada.   Det ligger i provinsen Québec, i den sydöstra delen av landet, 600 km nordväst om huvudstaden Ottawa. Rivière Enjalran ligger vid sjöarna  Lac Corbet och Lac Henri.
I omgivningarna runt Rivière Enjalran växer i huvudsak blandskog. Trakten runt Rivière Enjalran är nära nog obefolkad, med mindre än två invånare per kvadratkilometer.